# عبدالقادر گیلانی
رئیس عبدالقادر گیلانی (۱۰۷۷–۱۱۶۶ م) با نام کامل عبدالقادر بن صالح جنگی‌دوست گیلانی، عارف، صوفی، محدث، رئیس و شاعر ایرانی سده پنجم و ششم قمری بود. وی بنیانگذار سلسله تصوف قادریه (منتسب به عبدالقادر) بود. او از سرشناسان بزرگان تصوف و شیخ طریقه قادریه است. کنیه وی «ابومحمد» و لقبش «محی الدین» است.

## القاب و نسب
نام کامل او «شیخ محیی‌الدین ابو محمد عبدالقادر بن ابی صالح موسی جنگی دوست گیلانی» است و برخی القاب او «ثموت الثقلین»، «شیخ کل»، «شیخ مشرق»، «محیی‌الدین» می‌باشد. از دیگر القاب او می‌توان به «غوث گیلانی»، «غوث»، «غوث اعظم»، «غوث الثقلین»، «باز اشهب»، «باز اللَّه» و «جنگی دوست» اشاره کرد.
در حالی‌که علی قادری هروی در رساله‌ای به نام «نزهة الخاطر» تلاش می‌کند که نسبت عبدالقادر را به حسن مثنی از نسل حسن مجتبی (امام دوم شیعیان) برساند. در «فوات الوفیات» این نسبت به حسین بن علی (امام سوم شیعیان) رسانده شده است. در قاموس‌الاعلام و «طبقات شعرانی» نیز وی بر همین اساس از نسل حسن مجتبی دانسته شده است. اما تقی الدین واسطی در کتاب «تریاق المحبین» این نسبت‌ها را مردود شمرده و مؤلف کتاب «عمدة المطالب» خاطرنشان می‌کند که گیلانی خود هرگز مدعی چنین نسبتی نبوده است و تنها نوادگانش بعد از مرگ او چنین ادعایی کرده‌اند. اما از اسنادی چون تاریخ بغداد، تحفة الازهار، الانساب سمعانی، سیر اعلام النبلاء، وفیات، مروج الذهب و الکامل نتیجه‌گیری می‌شود که نسب وی از جانب پدر به حسن مجتبی و از جانب مادر به علی بن موسی الرضا می‌رسد و شاید رد بر این مسئله همراه با غرضی بوده است. نسب او از نژاد گیلک می‌باشد.
پدرش سید موسی جنگی‌دوست، فرزند سید ابی‌عبدالله گیلانی بود. عبدالقادر دخترزادهٔ ابوعبداللَّه صومعه‌ای از نوادگان محمد تقی (امام نهم شیعیان) و از بزرگان مشایخ گیلان و نام مادرش «ام‌الخیرامة الجبار فاطمه» (سیده نساء) بود.

## زندگی
در تاریخ زادروز او اختلاف وجود دارد و ۴۷۰ یا ۴۷۱ یا ۴۹۰ یا ۴۹۱ قمری تاریخ‌های زادروز او ذکر شده‌اند. محل تولد وی قریه «پشتیر صومعه سرا» از توابع گیلان بوده و مقبره مادرش سیده نساء نیز در این شهر می‌باشد.
وی در زمان حکومت ملکشاه سلجوقی متولد شد. به سبب حمایت‌های ملکشاه و وزیرش خواجه نظام الملک اوج دوره شهرت «علم» بود. اما به دلیل کشمکش وارثان تخت شاهی پس از مرگ ملکشاه و همچنین ظهور فرقه نزاریه از اسماعیلیه به رهبری حسن صباح و جنگ‌های صلیبی و فتح بیت‌المقدس به‌دست مسیحیان، ثبات و آرامش زندگانی مردم از بین رفت.

### تحصیلات
در جوانی در سن هجده سالگی به بغداد رفت و در آنجا نشو و نما یافت. در ابتدا علوم ادبی را از ابو زکریای تبریزی آموخت.
وی در بغداد، از ابوبکر محمد بن احمد و ابوالقاسم علی بن احمد بن بیان و ابوطالب بن یوسف، علم حدیث فرا گرفت.
سپس به نزد علی بن ابی سعید مخزومی، و در مدرسه او فقه آموخت.
وی با شیخ احمد یا حماد دباس مصاحب بود و از او فنون طریقت را آموخت. او در زمان تحصیل از دسترنج خود ارتزاق می‌کرد. وی در یادداشتن علم و دانش کوشش فراوان کرد و ملازم سیاحت و مجاهده و ریاضت و تفکر در تنهایی شد. او یازده سال از عمر خود را در انزوای کامل به سر برد.

### فعالیت‌ها
علی بن ابی سعد مخرمی مدرسه خود را به وی تفویض نمود و او در آن مدرسه به وعظ و ارشاد پرداخت و آوازه زهد و تقوای او در همه جا پیچید. مردم از همهٔ نقاط به زیارتش می‌شتافتند و از نصایحش استفاده می‌کردند.
لباس روحانیت (خرقه مشایخ) را از دست ابو سعد مخرمی پوشید. وی در این مدرسه، مجلس وعظ و خطابه برپا می‌کرد و مطابق هر دو مذهب شافعی و حنبلی فتوا می‌داد و در سیزده شاخه از علوم دینی تدریس می‌کرد.
وی از محدثان شافعی یا حنبلی بود. وی از ابوغالب باقلانی و احمد بن مظفر بن سوسن تمار و ابوالقاسم بن بیان و جعفر بن احمد سراج و ابوسعد بن خشیش و ابوطالب یوسفی و دیگران حدیث شنید. ابوسعد سمعانی و عمر بن علی قرشی و حافظ عبدالغنی و شیخ موفق‌الدین ابن‌قدامه و شیخ علی بن ادریس و احمد بن مطیع باجسرائی و محمد بن لیث وسطانی و اکمل بن مسعود هاشمی و دیگران از وی حدیث شنیدند. رشید احمد بن مسلمه با اجازه از او روایت کرده است.
در اصول و فروع فقه و تصوف تألیفات زیادی به وی منسوب است.
دیوان شعر او به «دیوان غوث اعظم» معروف است. وی در شاعری متخلص به «محیی» است.
مانند:
محیی ببر به کلی زان دوستان فانی
پیوند خود به ما ده ما یار مستقیمیم

### درگذشت
در روز و ماه درگذشت شیخ عبدالقادر گیلانی اختلاف وجود دارد. سال‌های ۵۶۰ یا ۵۶۱ یا ۵۶۲ قمری به‌عنوان تاریخ درگذشت او ذکر شده است. اما همه مورخان و صاحبان کتاب‌های رجال درگذشت او را در سال ۵۶۱ قمری نوشته‌اند.
در شب شنبه ۸ ربیع‌الاول ۵۶۱ قمری (۲۹ دی ۵۴۴ خورشیدی) در مدرسه‌ای که وعظ و ارشاد می‌کرد در بغداد درگذشت و همان‌جا در مدرسه‌اش به خاک سپرده شد.
مقبره وی توسط شاه اسماعیل یکم در جریان فتح بغداد تخریب شد.

## خانواده
پدرش سیدموسی جنگی‌دوست، فرزند سید ابی‌عبدالله گیلانی بود. عبدالقادر دخترزادهٔ ابوعبداللَّه صومعه‌ای، از بزرگان مشایخ گیلان و نام مادرش «ام‌الخیرامة الجبار فاطمه» که در صومعه سرا - گیلان مدفن است. حدود چهل و نه فرزند از او باقی‌ماند، که بیست و هفت تن پسر و مابقی دختر بودند.
بازماندگان نسبی وی نیز پس از فتح بغداد به وسیلهٔ شاه اسماعیل یکم از بین‌النهرین اخراج شدند.

## دیدگاه‌ها و باورها

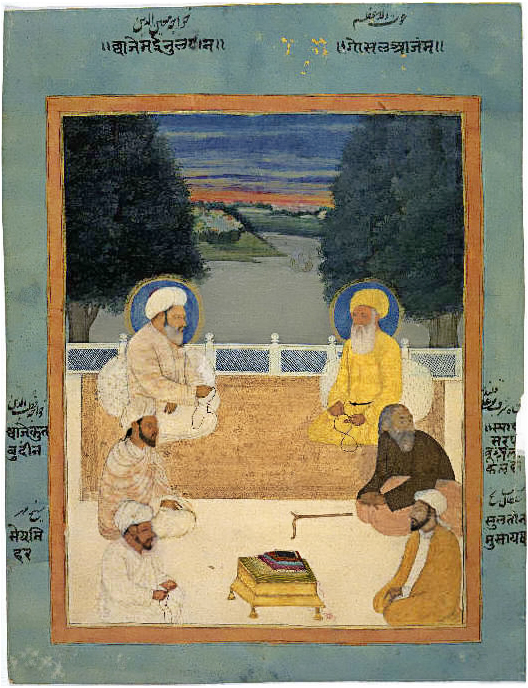
مینیاتوری هندی از شش شیخ صوفیه. عبدالقادر گیلانی با نام غوث الاعظم مشخص شده است.

وی حنبلی مذهب و اشعری مسلک بوده است، مرجئه، جهیمیه، کرامیه، معتزله، قدریه، مشبهه و سالمیه را اهل بدعت و انحراف می‌دانسته است. فتاوی او موافق هر دو مذهب شافعی و حنبلی است و در مشرب حنبلی و شافعی فتوا می‌داد. علمای عراق با نظر او در مسائل فقهی با تقدیر و احترام برخورد می‌کردند.
او فقیه و محدثی بود که اوراد و اذکاری را به نوعی پایه‌ریزی کرده بود که قرائت و تکرار آن‌ها در درون افراد اثر بگذارد. وی مریدان خود را وامی‌داشت تا ذهن خود را از تصورات فیلسوفان یونانی و سفسطه پردازان پاک کنند و به سیر و سلوک شرعی برای رسیدن به حکمت و اشراقات روی آورند.
در حالی که در قرن پنجم قمری تصوف و طریقت در حال جدایی از شریعت بودند، عبدالقادر گیلانی به عنوان یکی از سرسخت‌ترین مخالفان این عقاید، در جهت هماهنگی طریقت با شریعت تلاش کرد و اطاعت و پیروی از قرآن و سنت و حاکمیت بخشیدن به آن‌ها را در همهٔ شئون زندگی، اساس همهٔ امور می‌دانست عز بن عبدالسلام شافعی در این باب سخنها گفته.
در نظر او، تصوف نتیجهٔ بحث و گفتار نیست، بلکه حاصل جوع و حرمان است متضمن بخشندگی، تسلیم شادمانه، صبر، ارتباط دایم با خدا از طریق دعا، خلوت، پشمینه‌پوشی، سیاحت و سیر در آفاق و انفس، فقر و تواضع، یکرنگی راستی است.

او تا جایی بر ارزش‌های دینی تأکید می‌کرد که در گفتار پنجاه‌وچهارمش از کتاب فتح الربانی به مردم پند می‌داد که نسبت به جهان بی‌تفاوت باشند و آرزوها و هواهای نفسانی خود را از هر نوع که باشد بکشند و لذت و سرور را در فناء بجویند. او در اثر دیگر خود «الفیوضات الربانیه» که کتابی است مشتمل بر چندین ورد و دعا در موضوع‌های مختلف در قسمت‌های اولیه آن مطالبی را آورده است که بالکل می‌توان استنباط کرد که وی قائل به مذهب جبر بوده است. او در این کتاب (الفیوضات الربانیه) آورده است: 

خداوند بلند مرتبه فرمود: ای غوث بزرگ گفتم لبیک ای پروردگار غوث فرمود: هر اندازه (انسان) مابین عالم ماده و ملکوت قرار گرفته باشد پس او (درمرحله) شریعت است و هر مقدار (تطور یافته) بین عالم ملکوت و جبروت (عقل) باشد پس آن (مرحله) طریقت است و هر مقدار (تطور یافته) بین عالم جبروت (عقل) و لاهوت (الوهیت) باشد پس آن حقیقت است سپس خداوند به من فرمود: ای غوث بزرگ درهیچ چیزی ظاهر نمی‌شوم همانند شدت ظهورم در انسان پس پرسیدم ای پروردگارم آیا مکان برای تو ممکن است به من فرمود: ای غوث بزرگ من ایجادکننده مکان هستم ولی برایم مکانی نیست… سپس او به من فرمود: ای غوث بزرگ انسان چیزی نمی‌خورد و نمی‌نوشد و نمی‌ایستد و برنمی‌خیزد و صحبت نمی‌کند و هیچ کاری انجام نمی‌دهد و به هیچ چیز توجه نمی‌کند و از چیزی نمی‌گذرد مگر اینکه من در آن و متحرک هستم.
او «فقر» را مرکب انسان برای وصول به منزل می‌داند و همچنین «حال» را چیزی می‌داند که به زبان مقال (گفتار) نمی‌آید و اصل و حقیقت محبت را فنا محب در محبوب می‌داند. از سخنان او بر می‌آید که او رویت خداوند را قبول دارد، البته تجلی و ظهور و درک او را نه با چشم ظاهر بلکه با چشم باطن و جان.
او اختیار فقر را برای رسیدن به حق توصیه می‌کند، چنان‌که بعد از وادی فقر سالک به وادی حق می‌رسد. اگرچه عبدالقادر در مسئله آزادی اراده به مذهب جبر نزدیکتر است ولی با توسل به نظریه کسب که در میان متکلمان رواج دارد جنبه افراط و تفریط آن را رها می‌کند.
براساس اندیشهٔ او، صفای روح لازمهٔ وجود صوفی است و صوفی کمال نمی‌یابد مگر آنگاه که در مکتب رنج و مصیب پرورش یابد و شیخ حدیثی را از پیامبر نقل می‌کند: «ما پیامبران بنابر درجاتمان با آزمون‌های بسیار احاطه شده‌ایم» آنچه مهم است ثابت قدم بودن در ایمان است تا سرانجام خیر بر شر غلبه کند.
بنابه باور او، مردم چهار دسته‌اند:
- گروه اول نه زبان دارند و نه دل، تابع حواس هستند، توجهی به حقیقت ندارند.
- گروه دوم زبان دارند ولی دل ندارند، سخنان اینان زیبا و دلشان تاریک است و کامجو و عصیان طلبند.
- گروه سوم دل دارند ولی زبان ندارند، آنان مؤمنان راستین هستند که برای سلامت روح اینان سکوت و خلوت بهتر است.
- گروه چهارم که هم دل دارند و هم زبان که مالک حقیقی معرفت خدا و صفات او هستند، اینان به والاترین مرحله می‌توانند دست یابند که همان تالی مقام نبوت است.

عبدالقادر با توجه به مقامات صوفیانه چهار مرحله را به دست می‌دهد:
- نخستین مرحله، مرحله ورع است که بنده مطیع شریعت است و تنها به خدا امیدوار و هرگز به مردم دیگر متوسل نمی‌شود.
- دومین مرحله، مرحله حقیقت است که با مقام ولایت یکی است بنده از امر خدا اطاعت می‌کند که خود این اطاعت و انقیاد دو نوع است، اول حفظ انسان از هرگونه گناه آشکار و پنهان همراه با ارضاء نیازهای اولیه، نوع دوم اطاعت از ندای باطن است که همه برای خدا می‌شود.
- مرحله سوم تفویض است و آن زمانی است که بنده یکسره خود را تسلیم می‌کند.
- مرحله چهارم و آخرین مرحله، فناست که خاص ابدال یعنی موحدان راستین و عارفان است.

او در عصر خود تحولی فرهنگی در میان مسلمانان پدیدآورد و مردم را از توسل به عمال حکام عباسی بر حذر داشت، و آن‌ها را به تجدیدنظر در رفتار خود و توجه به خدا دعوت کرد. او در یکی از مجالس وعظ (ثبت شده در کتاب «فتح الربانی») چنین گفت: «تویی که به خویشتن، به مردم به پول و سرمایه به معامله و سلطان و حاکم و دیگر چیزها توکل نموده‌ای بدان که همهٔ آن‌ها به راستی خدای تو شده‌اند!... ای بندگان حلقه به گوش بت ثروت و بت حکومت! بدانید که آن‌ها میان شما و خدای واحد دیوار استواری را ایجاد کرده‌اند. هر کس تصور کند نفع و زیانش در دست غیر خداوند است به راستی بندهٔ خداوند نیست بلکه عبد همان چیزی است که نفع و ضرر خود را از او می‌طلبد.»
وی از آن روی که می‌پنداشت در مورد تبلیغ و ارشاد و وعظ، مسئولیت و تکلیف دارد به آن می‌پرداخت. اشتغال او به وعظ و ارشاد و تربیت، مانع از تدریس و ترویج علم و سنت و مبارزه با بدعت و انحرافات توسط او نشد. تقی الدین واسطی در «تریاق المحبین» می‌گوید: «شیخ در دوران حیات خویش بیشتر به سبب مواعظ شهرت یافتی و فقط بعد از وفاتش بود که خرقه تصوف را بدو نسبت دادند.» بعضی از محققان نقدهایی به این سخن وارد ساخته‌اند.

## خدمات و فعالیت‌ها
در حالی که در قرن پنجم قمری تصوف و طریقت در حال جدایی از شریعت بودند، عبدالقادر گیلانی به عنوان یکی از سرسخت‌ترین مخالفان این عقاید، در جهت هماهنگی طریقت با شریعت تلاش کرد و اطاعت و پیروی از قرآن و سنت و حاکمیت بخشیدن به آن‌ها را در همهٔ شئون زندگی، اساس همهٔ امور می‌دانست.
او تلاش زیادی برای اصلاح تصوف کرد. تلاش‌های او در ابعاد زیر قابل ذکر است:
- پالایش تصوف از چیزهایی که با آن آمیخته شده بود و بازگرداندنش به رسالت اصلی، و تبدیل تصوف به یک مکتب تربیتی که هدف اصلی آن کاشتن و زراعت معانی تجرد و دلبریدگی خالص از دنیا و زهد صحیح است.
- حمله به آنانی که از راه تصوف منحرف گشته بودند و آن را وسیلهٔ ظاهرسازی خود قرار داده و معنایش را تغییر داده بودند. وی بدون آنکه از طایفه‌های صوفیه نام ببرد آن‌ها را دسته‌بندی کرد تا خصوصیاتی را که باعث پایبندی تصوف به کتاب و سنت است، را بنمایاند؛ و هم بدون برانگیختن دشمنی یا ناراحتی امکان اصلاح منحرفان را فراهم سازد. فرقه‌هایی با عنوان‌های اباحیه، متکامله، متجاهله و غیره.
- ایجاد نظام میان طریقت‌های صوفیه و وحدت بخشیدن بین مشایخ آن‌ها؛ او بدین منظور دعوت‌هایی به منظور گردهمایی از مشایخ صوفیه کرد که نخستین گردهمایی آنان در رباط (کائن) واقع در منطقهٔ حلب بغداد انجام گرفت که در آن پنجاه شیخ عراق و کشورهای دیگر شرکت کردند. گام بعد، ایجاد ارتباط با مشایخ طریقت بیرون از عراق بود که بدین منظور گردهمایی شیخ عبدالقادر در ایام حج، با حضور شیخ عثمان ابن منصور قرشی که تربیت مریدان در مصر بر عهدهٔ او بود، شیخ ابومدین مغربی که عهده‌دار توسعهٔ تصوف در مغرب‌زمین بود، و شیخ ارسلان دمشقی که تربیت مریدان و ریاست پیروان طریقت در شام را عهده‌دار بود و نیز شیوخ یمن و شمار زیادی از مشایخ طریقت‌های تصوف اسلامی صورت پذیرفت. از مهم‌ترین نتایج این گردهمایی ایجاد اتحاد میان طریقت‌های صوفیه تحت رهبری واحد بود. از جمله آثار این گردهمایی در احیاء دین را در موارد زیر برشمرده‌اند:[۱۰]
  - وحدت عمل در حرکت صوفیه
  - طریقت‌های گوناگون، مریدان و طلبه‌های سطح‌بالای خود را که شایستهٔ شیخ‌شدن در آینده بودند را به مدرسهٔ قادریه می‌فرستادند. (برای نمونه ابومدین مغربی که مریدش «صالح ابن ویرجان زرکانی» را به نزد عبدالقادر فرستاد یا شیخ ارسلان دمشقی که به مریدانش می‌گفت «شیخ ما و شما عبدالقادر است.»)
  - ارتباط بین فقه و تصوف را به سمت نزدیکی و ناپدیدی پیش برد، تا جایی که کسی که فقیه می‌شد فقه و تصوف را با هم داشت و این را کامل‌شدن شریعت و طریقت می‌خواندند.
  - خروج تصوف از گوشه‌گیری و عزلت و رویارویی آن با تهدیداتی که متوجه جهان اسلام بود. اخبار به‌جا مانده نشان می‌دهد که مدرسهٔ قادریه نقش اساسی در تجهیز و آماده‌سازی نیروها برای رویارویی با خطر صلیبیون در شام داشت. این مدرسه جوانانی را که به دلیل ورود صلیبی‌ها مجبور به فرار شده بودند را آماده می‌کرد و تحت فرماندهی ورزیده به جبههٔ جنگ بازمی‌گرداند.

وی همواره حاکمان خودکامه را مورد انتقاد قرار می‌داد، اما حاکمان با توجه به محبوبیتش در میان مردم، امکان رویارویی با وی را نداشتند. ابن کثیر دمشقی می‌گوید: «امام عبدالقادر هیچگاه از اندرز حکیمانه و انتقاد غیرتمندانه حاکمان و قاضیان غفلت نمی‌ورزید و به سختی سلوک سرسپردگان سلاطین را مورد مذمت قرار می‌داد؛ و آن‌ها را به صراط مستقیم دین خداوند فرا می‌خواند.»
او در عصر خود تحولی فرهنگی در میان مسلمانان پدیدآورد و مردم را از توسل به عمال حکام عباسی بر حذر داشت، و آن‌ها را به تجدیدنظر در رفتار خود و توجه به خدا دعوت کرد. او در یکی از مجالس وعظ (ثبت شده در کتاب «فتح الربانی») چنین گفت: «تویی که به خویشتن، به مردم به پول و سرمایه به معامله و سلطان و حاکم و دیگر چیزها توکل نموده‌ای بدان که همهٔ آن‌ها به راستی خدای تو شده‌اند!... ای بندگان حلقه به گوش بت ثروت و بت حکومت! بدانید که آن‌ها میان شما و خدای واحد دیوار استواری را ایجاد کرده‌اند. هر کس تصور کند نفع و زیانش در دست غیر خداوند است به راستی بندهٔ خداوند نیست بلکه عبد همان چیزی است که نفع و ضرر خود را از او می‌طلبد.»

در کتاب «قلائد الجواهر» نقل شده است:

هنگامی که المقتضی لامر الله خلیفهٔ عباسی مقام قاضی القضاتی بغداد را به آدم بی‌کفایتی مانند ابوالوفا یحیی بن سعید سپرد، حضرت عبدالقادر در نماز جمعه‌ای که خلیفه نیز در آن حضور داشت، خطاب به او گفت: ای خلیفه! تو که آدم بی‌کفایت و نامقبولی را به مقام قضاوت و رسیدگی به مظالم مردم گماشته‌ای در فردای قیامت و به هنگامم حضور در محضر حضرت حق و بررسی نامه اعمالت چه جوابی برای گفتن خواهی داشت؟ خلیفه از سخنان صادقانه و خیرخواهانه و در عین حال غیرتمندانه امام عبدالقادر منفعل گردید و فردای همان روز دستور عزل قاضی القضات را صادر نمود.
مجالس موعظهٔ او در مدرسهٔ قادریه رونق فروانی می‌یافت. گاه چنان جمعیت زیادی در مجالس موعظهٔ او حاضر می‌شد که مجبور می‌شد در مکان‌هایی خالی در خارج از بغداد سخن بگوید. مردم با اسب و قاطر و الاغ نزدش می‌آمدند و در حاشیهٔ مجلسش چون دیوار می‌ایستادند. برخی از مورخین گفته‌اند که در مجلسش حدود هفتاد هزار نفر حاضر می‌شدند و کلامش گوش می‌کردند.
وی از ابوغالب باقلانی و احمد بن مظفر بن سوسن تمار و ابوالقاسم بن بیان و جعفر بن احمد سراج و ابوسعد بن خشیش و ابوطالب یوسفی و دیگران حدیث شنید. ابوسعد سمعانی و عمر بن علی قرشی و حافظ عبدالغنی و شیخ موفق‌الدین ابن‌قدامه و شیخ علی بن ادریس و احمد بن مطیع باجسرائی و محمد بن لیث وسطانی و اکمل بن مسعود هاشمی و دیگران از وی حدیث شنیدند. رشید احمد بن مسلمه با اجازه از او روایت کرده است.
در اصول و فروع فقه و تصوف تألیفات زیادی به وی منسوب است.دیوان شعر او به «دیوان غوث اعظم» معروف است. وی در شاعری متخلص به «محیی» است.
وی دیدارهایی با جماعتی از زاهدان وقت کرده بود و با عارفان بزرگی در ایران و عراق رایزنی می‌کرد.

## آثار و تالیفات
در اصول و فروع فقه و تصوف تألیفاتی به او منسوب است. از آثار وی:
- بشائر الخیرات (در دعا و اوراد)؛[۲][۶]
- الغنیة لطالبی طریق الحق یا غنیة الطالبین لطریق الحق، در تصوف (مجموعهای از مواعظ وی)؛
- الفتح الربانی و الفیض الرحمانی، در تصوف[۲] (شامل ۶۲ مجلس وعظ از وی و مربوط به سال‌های ۵۴۵–۵۴۶ قمری)[۱]؛
- جلاء الخاطر فی الباطن و الظاهر، و الکبریت الاحمر، در صلوات بر پیامبر اسلام؛[۲]
- فتوح الغیب، در تصوف (مشتمل بر ۷۸ مجلس وعظ از وی؛ در پاره‌ای موضوعات که فرزندش شیخ عبدالرزاق بعد از وی گردآوری نموده، و نسب‌نامهٔ پدرش را به آن ضمیمه کرده است)؛[۱]
- ملفوظات قادریه؛[۲]
- الفیوضات الربانیه فی الاوراد القادریه (مجموعه‌ای از مناجات)؛[۲]
- ملفوظات گیلانی؛[۲]
- سر الاسرار و مظهر الانوار فیما یحتاج الیه الابرار؛[۲]
- آداب السلوک و التوصل الی منازل الملوک؛[۲]
- تحفة المتقین و سبیل العارفین؛[۲]
- حزب الرجاء و الانتهاء؛[۲]
- یواقیت الحکم؛[۲]
- معراج لطیف المعانی؛[۲]
- المواهب الرحمانیه و الفتوح الربانیه (در مراتب اخلاق پسندیده و مقامات عرفانی)؛[۱۲][نیازمند منبع]
- جلال الظاهر (مجموعه‌ای از مواعظ)؛[۱۲][نیازمند منبع]
- دیوان غوث اعظم، دیوان شعر؛[۲]

## کرامات منتسب
کرامات بسیاری به او منتسب شده‌اند، با این حال در انتساب این رفتارها و سخنان به عبدالقادر هیچ شکی وجود ندارد.
در بهجة الاسرار آمده که وی در جمع مشایخ گفته است: «قدم من بر گردن تمام اولیاء است.» در نفحات الانس جامی آمده است که: «از شیخ عبدالقادر پرسیدند که: سبب چه بود که لقب شما محی الدین کردند، فرمود که روز جمعه‌ای از بعض سیاحات به بغداد می‌آمدم با پای برهنه، به بیماری متغیر اللون نحیف البدن بگذشتم، مرا گفت السلام علیک یا عبدالقادر! جواب گفتم، گفت نزدیک من آی، نزدیک وی رفتم، گفت مرا باز نشان، وی را بازنشاندم، جسد وی تازه گشت و صورت وی خوب شد و رنگ وی صافی گشت. از وی بترسیدم، گفت مرا نشناسی؟ گفتم: نه، گفت: من دین اسلام هستم، همچنان شده بودم که دیدی، مرا خدای تعالی به تو زنده گردانید. انت محی الدین!»
کتاب‌هایی که کرامات و خوارق عادات او را برشمرده‌اند فراوانند، از جمله آنان:
- بهجة الاسرار علی بن یوسف الطنوخی.
- خلاصة المفاخر فی اختصار مناقب الشیخ عبدالقادر امام یافعی مؤلف مرآة الجنان.
- قلائد الجواهر اثر محمد بن یحیی التاوفی.
- نفحات الانس عبدالرحمن الجامی

از جمله کرامات و افسانه‌ها دربارهٔ او این است که مادرش در سن ۶۰ سالگی بدو حامله شد و در ماه رمضان این طفل شیر نخورد. از مادرش (ام‌الخیر) نقل شده است که: «وقتی عبدالقادر را به دنیا آوردم در ماه رمضان هنگام روز شیرم را نمی‌نوشید. یکبار هلال ماه رمضان پوشیده ماند، نزد من آمدند و از من در مورد او (یعنی حضرت عبدالقادر) سؤال کردند به آن‌ها گفتم که او امروز شیر نخورد، سپس روشن شد که آن روز از روزهای ماه رمضان بود.» این موضوع در سرزمینشان زبانزد شد و گفته شد که از سادات فرزندی زاده شده است که در روزهای ماه رمضان شیر نمی‌نوشد.
همچنین آمده است که در نوجوانی چون قصد بغداد کردی، خضر (از پیامبرانی که به باور شیعیان زنده است و ظهور خواهد کرد) او را اذن ورود ندادی و هفت سال در کنار دجله او را تعلیم و تربیت دادی و بعد از آن اذن ورود به بغداد یافت.
از فرزندش شیخ عبدالوهاب روایت شده است که پدرش چهل سال برای مردم سخن گفت و موعظه کرد و آنچه را که می‌گفت چهارصد دانشمند و دیگران می‌نوشتند. از عبدالقادر روایت شده است که گفت: «آرزو داشتم که مثل همان اوایل در بیابان‌ها باشم، هیچ‌کس را نبینم و کسی مرا نبیند. سپس گفت: خدای عزوجل از من خواست تا به خلق سود برسانم پس بردست من بیش از پانصد یهودی و نصاری اسلام آوردند و بیش از صدهزار عیار و سلاحدار بر دستم توبه کردند و این خیری کثیر بود.»
روایت شده که در یکی از سال‌ها رود دجله طغیان کرد تا جایی که شهر بغداد در خطر افتاد، مردم نزد عبدالقادر رفتند از او یاری خواستند. او به کنار دجله رفت و عصایش را بر زمین زد و گفت «تا اینجا» و آب در همان زمان کم شد.
عمر بزاز آورده است: «روز جمعه پانزدهم جمادی‌الاول سال ۵۵۶ همراه با شیخ عبدالقادر به مسجد جامع رفتم، دیدم که هیچ‌کس به او سلام نکرد. در دلم گفتم <عجیب است ما هر جمعه به خاطر ازدحام مردم در اطراف مردم با مشقت وارد مسجد می‌شد یم> هنوز این فکر در سرم جریان داشت که شیخ به من نگاه کرد و لبخند زد و مردم به سوی او هجوم آوردند که به او سلام کنند. تا حدی که بین من و او قرار گرفتند. من در دلم گفتم که حالت قبلی بهتر از این حالت بود. ایشان فکرم را دریافت و گفت:<ای عمر این چیزی است که خودت خواستی>.»
از احمد ابن شافع جیلی نقل شده است که گفت: «با سرور خویش عبدالقادر در مدرسه نظامیه بودم فقیهان و درویشان بر او گرد آمده بودند. ایشان در مورد قضا و قدر سخن می‌گفت. در هنگام صحبت ماری بزرگ از سقف بر دامنش افتاد و در نتیجه تمام حاضران از دور او فرار کردند و کسی جز خود ایشان باقی نماند. مار به درون لباس شیخ خزید، روی بدن او خزید تا به یقه اش رسید و رو به طرف گردنش کرد. با این همه شیخ سخن خود را قطع نکرد و حالت نشستنش نیز تغییر نیافت. مار بر زمین فرود آمد و بر قامت خویش در پیشگاه او راست ایستاد. سپس صدایی از خود بیرون آورد و با کلامی که ما آن را نفهمیدیم با ایشان سخن گفت و سپس رفت. مردم به طرف حضرت عبدالقادر بازگشتند و پرسیدند: مار چه گفت؟ ایشان فرمود: مار گفت من عده زیادی از اولیا ء را آزمایش کردم ولی ثبات و مقاومت تو را در آن‌ها ندیدم. من هم به او پاسخ دادم: وقتی که تو روی من افتادی من داشتم در مورد قضاء و قدر سخن می‌گفتم. آیا تو، کرم کوچک را چیزی جز قضاء و قدر حرکت می‌دهد؟»
کرامات زیادی به شیخ گیلانی نسبت داده می‌شود که شفای ناقص مادرزاد، مفلوج، و ابرص از آن جمله‌اند و حتی گفته شده که مرده را به اذن خدا زنده می‌کرده است. مشهور است که از آنچه در دل دیگران می‌گذشت سخن می‌گفت و آنچه که در درون آدمیان نهفته بود را می‌دید.

## جایگاه و پیروان
او که امام سلسله قادریه و صوفیه است، مذهبش در جای‌جای ایران و برخی از دیگر کشورها از جمله هندوستان و ترکیه (ممالک عثمانی) و برخی از کشورهای عربی و بلاد اسلامی رواج یافت و همچنان نیز گروه‌هایی از عرفاً به این طریقه تعلق دارند.
نویسندگان و شاعران زیادی در منقبت و ستایش وی قلم‌فرسایی کرده‌اند که از آن جمله می‌توان بهشیخ باباسعیدبرزنجی صدرالسادات وشیخ عثمان سراج الدین نقشبندی و شاعر نامدار کرد شیخ رضا طالبانی و سید محمد طاهر هاشمی (سیدزاده هاشمی) شاعر، خوشنویس و نویسنده اشاره کرد.

## معرفی کتاب
دربارهٔ شیخ عبد القادر گیلانی کتاب‌های مختلفی نوشته شده که از آن جمله می‌توان به «قَدمُ اللّه در فضایل و مناقب شیخ عبدالقادر گیلانی» اثر سید مهدی علیمی (موجود گیلانی) اشاره کرد.

## برای مطالعهٔ بیشتر
- ندوی، ابوالحسن علی (۱۳۶۳)، آشنائی با شخصیت و افکار: امام عبدالقادر گیلانی، تهران: دفتر نشر فرهنگ قرآن شماره کتابشناسی ملی: م۷۰–۵۳۸۵.
- احمد الشامی، صالح (۱۳۸۸)، پندهای امام عبدالقادر گیلانی، سنندج: تافگه شماره کتابشناسی ملی: ۱۹۰۹۶۱۱.
- صادقی، علی‌اشرف، پیر گیلان: شامل آرا - افکار و زنده اشعار حضرت غوث‌الاعظم سید محی‌الدین عبدالقادر گیلانی، تهران شماره کتابشناسی ملی: ۱۰۰۶۲.
- شجاعی، حیدر (۱۳۸۸)، اسم اعظم، تهران: فهرست، شابک ۹۷۸-۹۶۴-۶۳۵۱-۲۶-۴
- صادقی، علی‌اشرف (۱۳۸۲)، تذکره القادریه: شناخت حضرت شاه سید محی‌الدین عبدالقادر گیلانی الحسنی الحسینی العلوی از دیدگاه عرفاآ بزرگان و مورخین، تهران: علی‌اشرف صادقی، شابک ۹۶۴-۰۶-۴۰۵۰-۶
- صالح، احمد الشامی (۱۳۸۸)، در محضر عبدالقادر گیلانی (وصایا و مواعظ شیخ‌عبدالقادر گیلانی رحمه‌الله)، سنندج: انتشارات کردستان، شابک ۹۷۸-۹۶۴-۹۸۰-۰۲۸-۸
- جمیل‌ابراهیم حبیب (۱۳۷۷)، وصایا و مکاتیب شیخ عبدالقادر گیلانی، تهران: احسان، شابک ۹۶۴-۵۹۵۶-۸۲-X
- زرین‌کوب، عبدالحسین (۱۳۷۸)، ارزش میراث صوفیه، تهران: امیرکبیر، شابک ۹۶۴-۰۰-۰۰۶۶-۳ (صفحهٔ ۱۶۴ تا ۱۷۱)
- جیلانی، عبدالقادر (۱۳۸۳)، دیوان کامل شیخ عبدالقادر گیلانی قدس سره، سنندج: پرتوییان، شابک ۹۶۴-۰۶-۲۶۹۶-۱
- جیلانی، عبدالقادر (۱۳۸۶)، گلچینی از غزلیات منسوب به امام عبدالقادر گیلانی، تهران: احسان، شابک ۹۶۴-۳۵۶-۶۰۱-۳
- مدح شیخ عبدالقادر گیلانی (قدس سره): (از زبان شعرای کرد)، سنندج: پرتوییان، ۱۳۸۸، شابک ۹۶۴-۹۹۲۶-۱۷-۸